# Монумент Слави (Полтава)
Монумент Слави — пам'ятка монументального мистецтва початку XIX століття на честь 100-ліття  Полтавської битви 27 червня 1709 року. Пам'ятник встановлено у 1811 році в центрі Круглої площі міста Полтава. Монумент Слави замикає перспективу восьми вулиць міста, є його ідейною і містобудівною домінантою, утворює разом із забудовою Круглої площі ансамбль доби російського класицизму.

## Історія
Перший монумент на честь Полтавської битви встановлено у 1783 році на території Спаської фортеці біля Полтавської церкви. Наприкінці XVIII століття розібраний. Напередодні 100-річного ювілею полтавський губернський архітектор Михайло Амвросимов виконав два ескізи пам'ятника у вигляді колони, увінчаної орлом, на зразок тріумфальних колон, якими відзначалися перемоги у давньому Римі. 25 червня 1804 року на вулиці Олександрівській (тепер Соборності) було закладено фундамент майбутнього монументу. Ескізи Михайла Амвросимова надіслали на розгляд до Петербурзької академії мистецтв, де їх доручили опрацювати відомому архітектору Тома де Томону. Підписаний ним проект датовано 1805 роком, будівництво розпочато у 1806 році. У роботах взяли участь скульптори Ф. Ф. Щедрін, І. П. Мартос, І. Гордєєв; відливав деталі майстер П. Якимов. Загальна вартість монумента становила понад 150 тисяч карбованців.
Після початку російської збройної агресії 2014 року, жителі міста започаткували традицію чіпляти на вершину монументу синьо-жовтий та червоно-чорний прапори.

## Опис
Монумент Слави — чавунна колона тосканського ордера на кубічному гранітному постаменті, що стоїть на ступінчатому стилобаті у формі чотирикутного бастіону, в основу якого вмонтовано 18 гармат (10 — з Полтавської фортеці, 8 — з Переволочної). Верхня площина огороджена литою чавунною ґраткою, декоративні стояки якої виконано у вигляді вкладених у піхви мечів, обернених клинком до землі, що символізувало завершення військових дій. Грані постаменту прикрашають горельєфні бронзові композиції з римською військовою атрибутикою. У центрі композиції з південно-східного та північно-західного боків — великі бронзові кільця у вигляді змій, що тримають себе за хвіст, так зване «кільце повернення» — алегорія вічності і повторюваності світу. У кільці на південно-східній грані позначена дата Полтавської битви: «июня 27-го 1709 года». На протилежному боці: «Окончен в 1809 году». Однак монумент Слави було відкрито 27 червня 1811 року.
Колона — цегляна одягнута чотирма чавунними кожухами, шви між якими закрито трьома пасками у вигляді вінків дубового листя. Колону увінчує півсфера на якій розміщено фрагмент Титаномахії: блискавка Зевса — бронзовий позолочений орел з блискавками у кігтях і лавровим вінком у дзьобі; обернений у бік поля Полтавської битви. Висота колони разом з капітелью 10,35 м, орла з полусферою — 2,11 м, розмах крил орла — близько З м, нижній діаметр колони — 1,84 м, верхній 1,30 м, розміри стилобата 12,2×12,2 м.

## Галерея

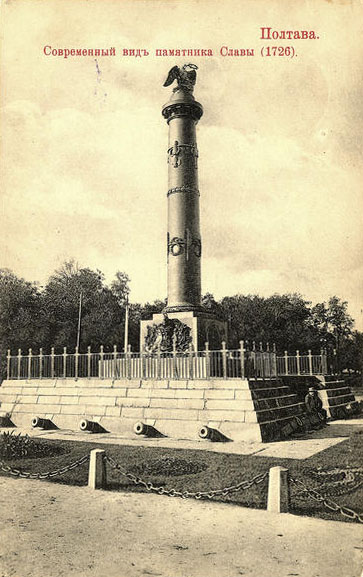
Монумент Слави (поч. XX ст.)
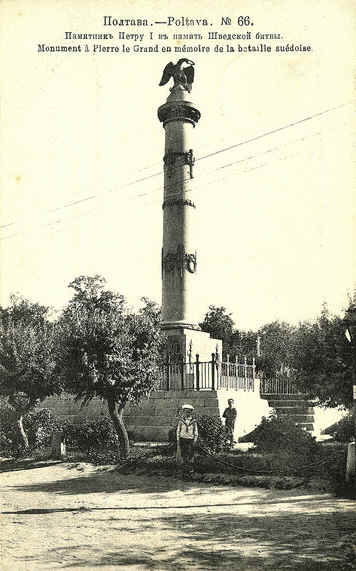
Монумент Слави (поч. XX ст.)
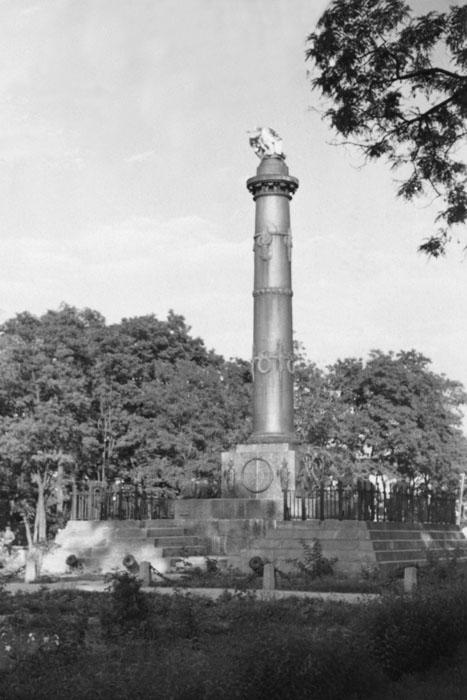
Монумент Слави (1943)
Монумент Слави (панорама, 2016)
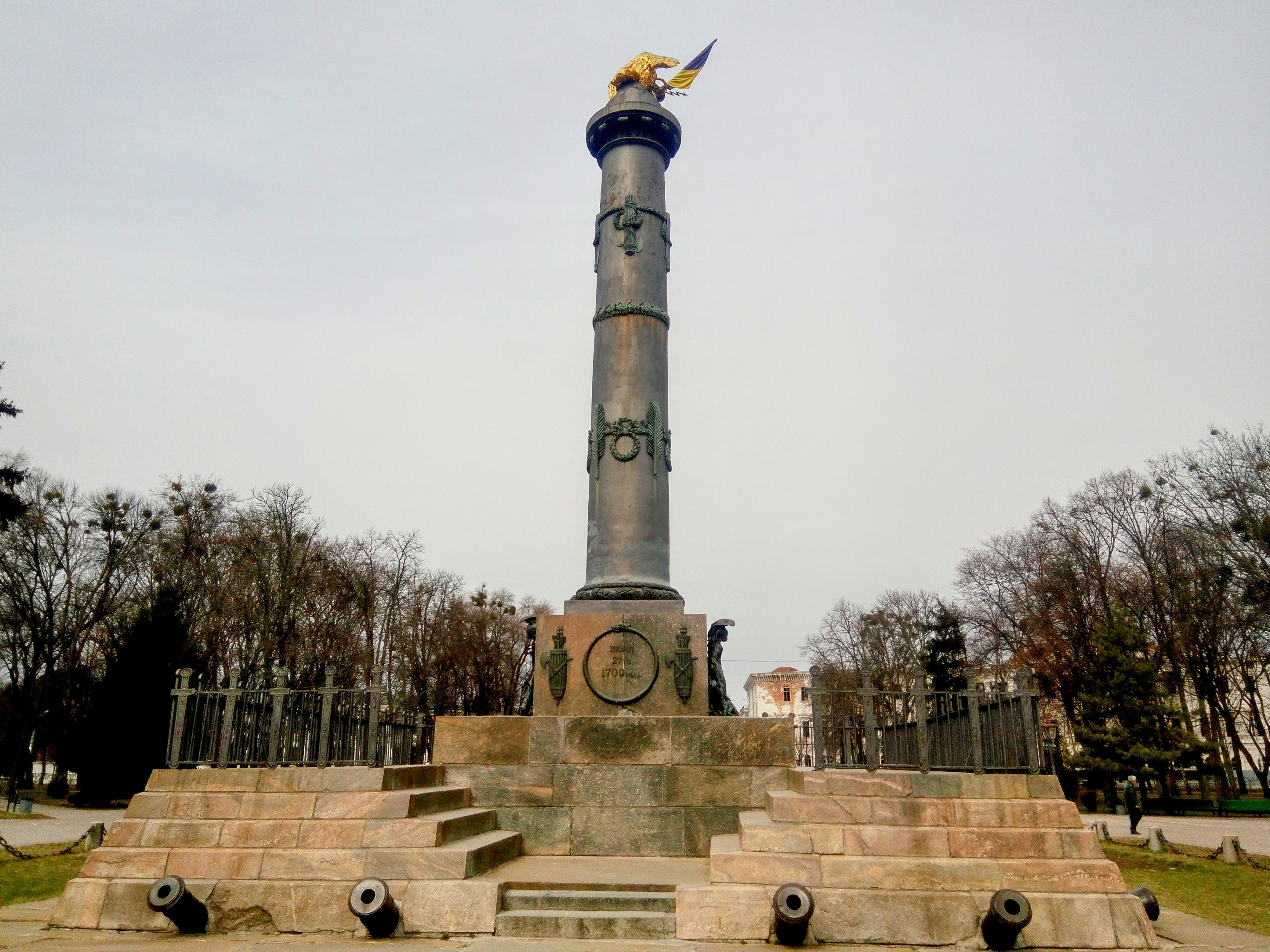
Монумент Слави (2021)

Горельєфні бронзові композиції
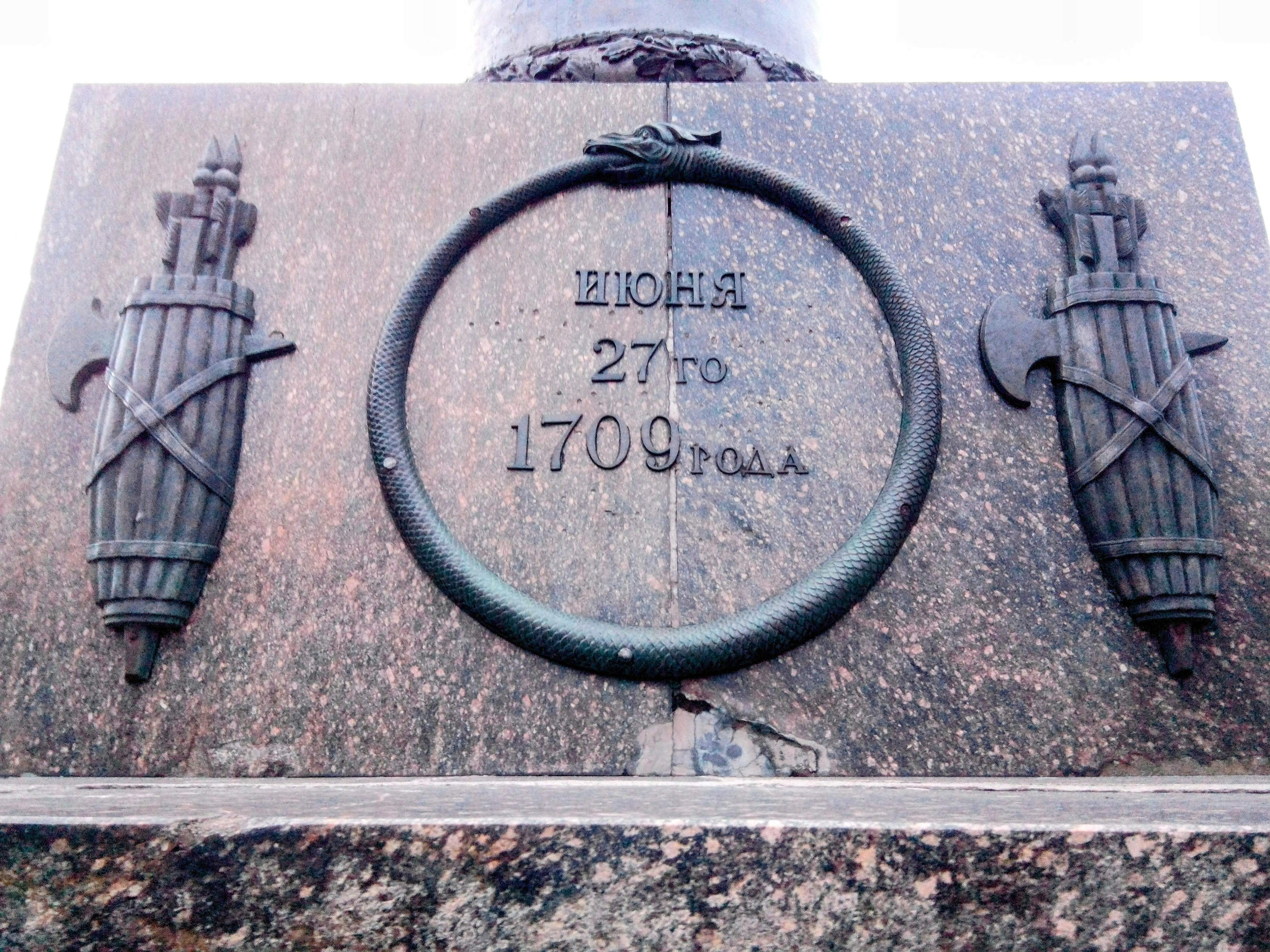
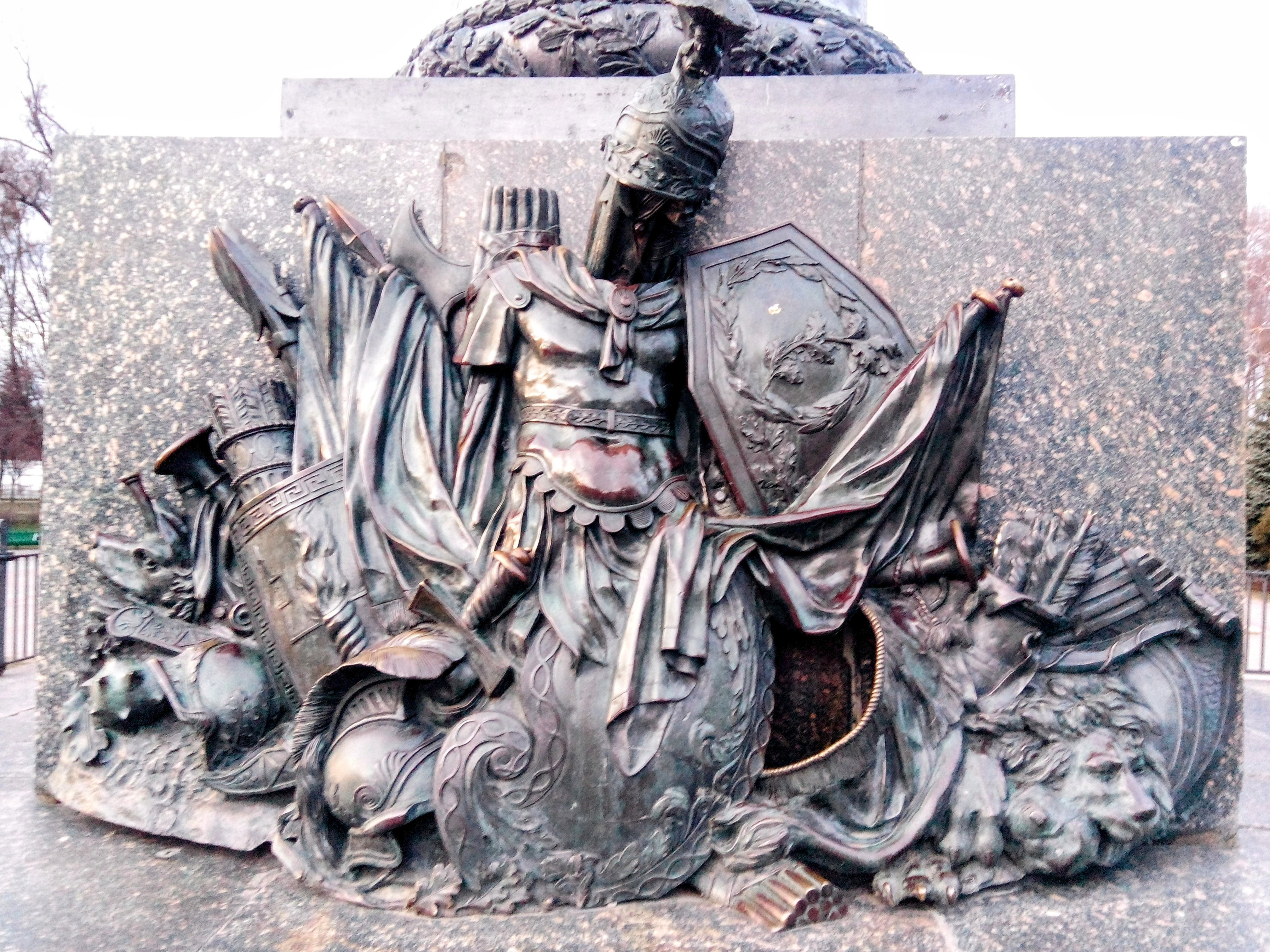
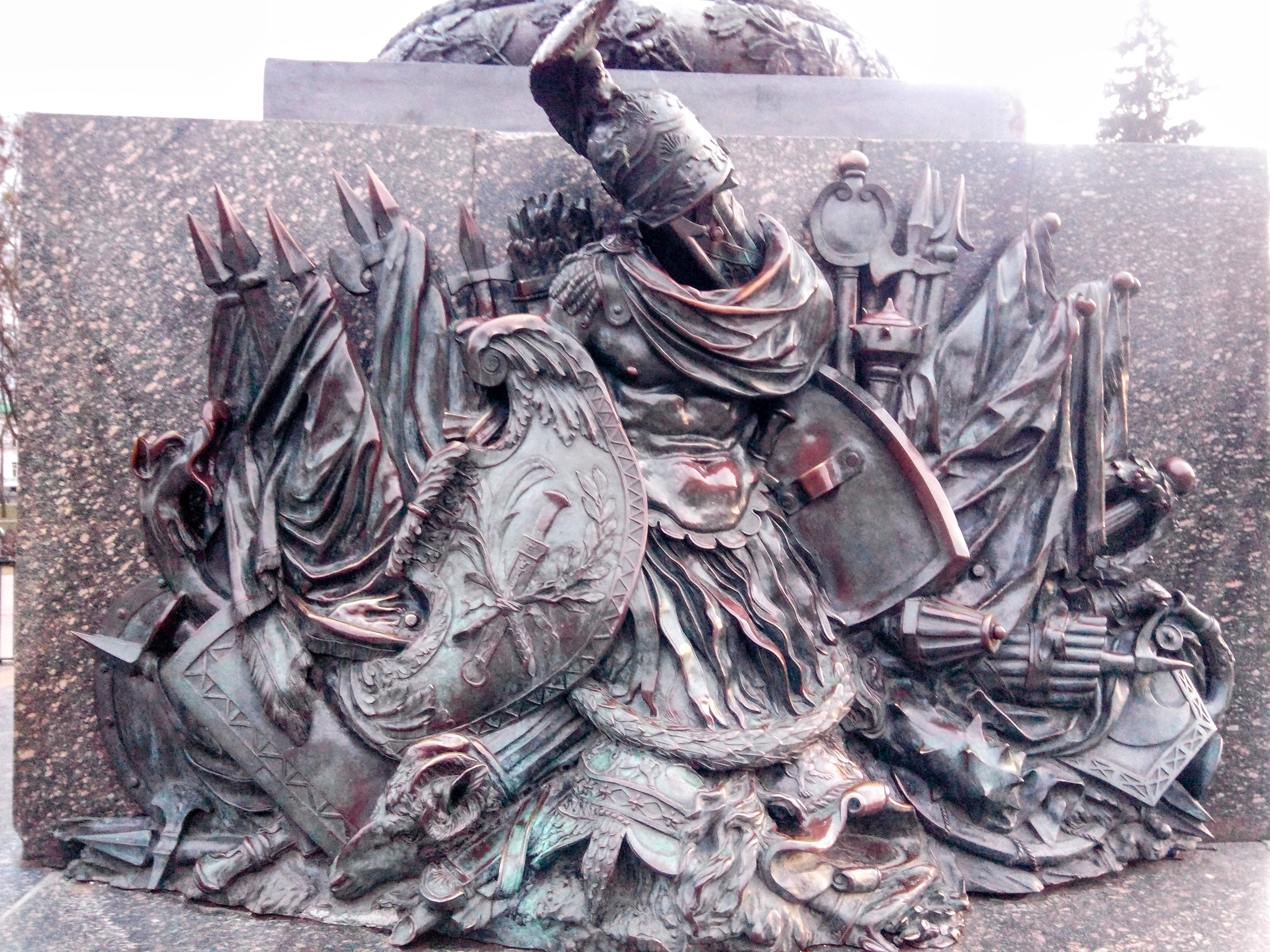